# Canotaj la Jocurile Olimpice de vară din 2024 - Patru vâsle feminin
Proba feminină de canotaj patru vâsle de la Jocurile Olimpice de vară din 2024 a avut loc în perioada 27-31 iulie 2024 pe Stadionul Nautic Olimpic Național din Île-de-France, aflat la aproximativ 30 de kilometri de Paris.

## Program
Orele sunt ora Franței (UTC+1) 
| Data                    | Timp | Etapă        |
| ----------------------- | ---- | ------------ |
| Sâmbătă, 27 iulie 2024  | 9:00 | Calificări   |
| Luni, 29 iulie 2024     | 9:30 | Recalificări |
| Miercuri, 31 iulie 2024 | 9:30 | Finale       |

## Rezultate

### Calificări
Primele două ambarcațiuni din fiecare cursă s-au calificat în Finala A, iar celelalte au concurat în recalificări.

#### Calificări - cursa 1
| Loc | Culoar | Concurente                                                                     | Țară      | Timp    | Note |
| --- | ------ | ------------------------------------------------------------------------------ | --------- | ------- | ---- |
| 1   | 1      | Laila Youssifou Bente Paulis Roos de Jong Tessa Dullemans                      | Olanda    | 6:17,12 | C    |
| 2   | 5      | Yevheniia Dovhodko Kateryna Dudchenko Daryna Verkhohliad Anastasiya Kozhenkova | Ucraina   | 6:20,09 | C    |
| 3   | 2      | Chen Yunxia Zhang Ling Lü Yang Cui Xiaotong                                    | China     | 6:22,29 | R    |
| 4   | 3      | Mădălina Moroșan Emanuela Ciotău Alexandra Ungureanu Patricia Cireș            | România   | 6:24,74 | R    |
| 5   | 4      | Ria Thompson Rowena Meredith Laura Gourley Caitlin Cronin                      | Australia | 6:25,88 | R    |

#### Calificări - cursa 2
| Loc | Culoar | Concurente                                                  | Țară                       | Timp    | Note |
| --- | ------ | ----------------------------------------------------------- | -------------------------- | ------- | ---- |
| 1   | 4      | Lauren Henry Hannah Scott Lola Anderson Georgina Brayshaw   | Marea Britanie             | 6:13,35 | C    |
| 2   | 3      | Maren Völz Tabea Schendekehl Leonie Menzel Pia Greiten      | Germania                   | 6:15,28 | C    |
| 3   | 2      | Fabienne Schweizer Celia Dupre Pascale Walker Lisa Lötscher | Elveția                    | 6:16,91 | R    |
| 4   | 1      | Grace Joyce Emily Delleman Teal Cohen Lauren O'Connor       | Statele Unite ale Americii | 6:27,35 | R    |

### Recalificări
Primele două ambarcațiuni din cursă s-au calificat în Finala A, iar celelalte au mers în Finala B.
| Loc | Culoar | Concurente                                                          | Țară                       | Timp    | Note |
| --- | ------ | ------------------------------------------------------------------- | -------------------------- | ------- | ---- |
| 1   | 3      | Fabienne Schweizer Celia Dupre Pascale Walker Lisa Lötscher         | Elveția                    | 6:26,82 | FA   |
| 2   | 2      | Chen Yunxia Zhang Ling Lü Yang Cui Xiaotong                         | China                      | 6:28,72 | FA   |
| 3   | 5      | Ria Thompson Rowena Meredith Laura Gourley Caitlin Cronin           | Australia                  | 6:32,65 | FB   |
| 4   | 4      | Mădălina Moroșan Emanuela Ciotău Alexandra Ungureanu Patricia Cireș | România                    | 6:33,84 | FB   |
| 5   | 1      | Grace Joyce Emily Delleman Teal Cohen Lauren O'Connor               | Statele Unite ale Americii | 6:34,04 | FB   |

### Finale

#### Finala B
| Loc | Culoar | Concurente                                                          | Țară                       | Timp    | Note |
| --- | ------ | ------------------------------------------------------------------- | -------------------------- | ------- | ---- |
| 7   | 1      | Mădălina Moroșan Emanuela Ciotău Alexandra Ungureanu Patricia Cireș | România                    | 6:29,64 |      |
| 8   | 2      | Ria Thompson Rowena Meredith Laura Gourley Caitlin Cronin           | Australia                  | 6:30,85 |      |
| 9   | 3      | Grace Joyce Emily Delleman Teal Cohen Lauren O'Connor               | Statele Unite ale Americii | 6:31,71 |      |

#### Finala A
| Loc | Culoar | Concurente                                                                     | Țară           | Timp    | Note |
| --- | ------ | ------------------------------------------------------------------------------ | -------------- | ------- | ---- |
| 1   | 4      | Lauren Henry Hannah Scott Lola Anderson Georgina Brayshaw                      | Marea Britanie | 6:16,31 |      |
| 2   | 3      | Laila Youssifou Bente Paulis Roos de Jong Tessa Dullemans                      | Olanda         | 6:16,46 |      |
| 3   | 5      | Maren Völz Tabea Schendekehl Leonie Menzel Pia Greiten                         | Germania       | 6:19,70 |      |
| 4   | 6      | Fabienne Schweizer Celia Dupre Pascale Walker Lisa Lötscher                    | Elveția        | 6:20,12 |      |
| 5   | 2      | Yevheniia Dovhodko Kateryna Dudchenko Daryna Verkhohliad Anastasiya Kozhenkova | Ucraina        | 6:23,05 |      |
| 6   | 1      | Chen Yunxia Zhang Ling Lü Yang Cui Xiaotong                                    | China          | 6:27,08 |      |